# Sunao Tokunaga
Sunao Tokunaga (jap. 徳永 直 Tokunaga Sunao; ur. 20 stycznia 1899, zm. 15 lutego 1958) – japoński powieściopisarz, publicysta oraz autor opowiadań.

## Życiorys
Sunao Tokunaga urodził się we wsi Hanazono, obecnie miasto Kumamoto (prefektura Kumamoto) na wyspie Kiusiu w rodzinie małorolnego chłopa. Pracował w różnych zawodach, już przed ukończeniem szkoły podstawowej, m.in. jako drukarz i zecer.
Jako uczeń drukarski zaczął studiować literaturę marksistowsko-leninowską oraz zapoznał się z dziełami Maksyma Gorkiego, które wywarły na niego głęboki wpływ. Wkrótce Tokunaga został aktywnym działaczem społecznym. W Kumamoto zorganizował w drukarni kółko samokształceniowe oraz związek zawodowy robotników poligraficznych. W roku 1922 przeniósł się do Tokio, gdzie dostał pracę w jednej z największych drukarni. Po wstąpieniu do związków zawodowych był współzałożycielem Centralnego Związku Zawodowego Typografów. W roku 1924 stanął na czele zwycięskiego strajku o podwyżkę płac.
Kolejny strajk wybuchł w 1926 roku i został krwawo stłumiony. Tokunaga, zatrudniony wówczas na stanowisku zecera, stracił pracę, podobnie jak tysiąc siedmiuset robotników. Zwolnienie z fabryki stało się bodźcem do rozpoczęcia kariery literackiej. Początkujący autor nawiązał kontakt z grupą japońskich pisarzy, skupionych wokół Takijiego Kobayashiego, literata, który całe swoje życie oraz twórczość poświęcił japońskiej klasie robotniczej oraz rewolucji. Tokunaga był uważany za jednego z najbliższych przyjaciół Kobayashiego.
Grupa pisarzy proletariackich była zjednoczona w Lidze Japońskich Pisarzy Proletariackich (1929–1934) i publikowała swoje utwory w czasopiśmie „Senki” („Sztandar Walki”, wyd. 1928–1931). W tym okresie powstały powieści: Taiyō no nai machi (Ulica bez słońca, 1928-1929), opisująca drugi, nieudany strajk drukarzy oraz Shitsugyō toshi Tōkyō (Tokio, miasto bezrobotnych), utwór odmalowujący nędzną wegetację ludzi pozbawionych pracy oraz cały szereg opowiadań, poświęconych środowisku robotniczemu oraz działalności związków zawodowych.
Po incydencie mandżurskim w 1931 roku w Japonii zapanował terror faszystowski, a wszelkie ruchy lewicowe oraz działalność proletariackich pisarzy zostały brutalnie zdławione. Takiji Kobayashi, aresztowany, zginął zamęczony przez policję w 1933 roku. Po jego zgonie Liga Japońskich Pisarzy Proletariackich została zdelegalizowana. Sunao Tokunaga w obawie o własne życie wyrzekł się znajomości z Kobayashim, wycofał się również z działalności literackiej. Dopiero w trakcie wojny napisał kilka drobnych opowiadań na tematy robotnicze, takie jak Hataraku ikka (Rodzina robotnicza, 1938), czy Hataraku hitobito (Ludzie pracy, 1939), następnie rozpoczął pracę nad powieścią historyczną, poświęconą japońskiej sztuce drukarskiej.
Autor do szerszej działalności literackiej powrócił dopiero po II wojnie światowej. W 1946 r. wstąpił do Japońskiej Partii Komunistycznej. W 1949 r. wydał Tsuma yo nemure (Żegnaj, żono!). W roku 1950 Tokunaga stworzył kolejną powieść Shizuka naru yamayama (Ciche góry), w której opisuje burzliwe wydarzenia, jakie rozgrywały się w Japonii po kapitulacji.
Sunao Tokunaga zmarł 15 lutego 1958 roku w swoim domu w Setagayi, w Tokio na skutek powikłań, wynikających z końcowej fazy raka żołądka.

## Dzieła wydane po polsku
- Sunao Tokunaga: Ciche góry, Spółdzielnia Wydawnicza „Czytelnik”, Warszawa 1953
- Sunao Tokunaga: Żegnaj, żono!, Książka i Wiedza, Warszawa 1964